# Каринский, Николай Сергеевич
Никола́й Серге́евич Кари́нский (31 октября (12 ноября) 1873, Москва — 8 августа 1948, Ньютон, округ Сассекс, Нью-Джерси, США) — российский юрист, адвокат, государственный и общественный деятель.

## Биография

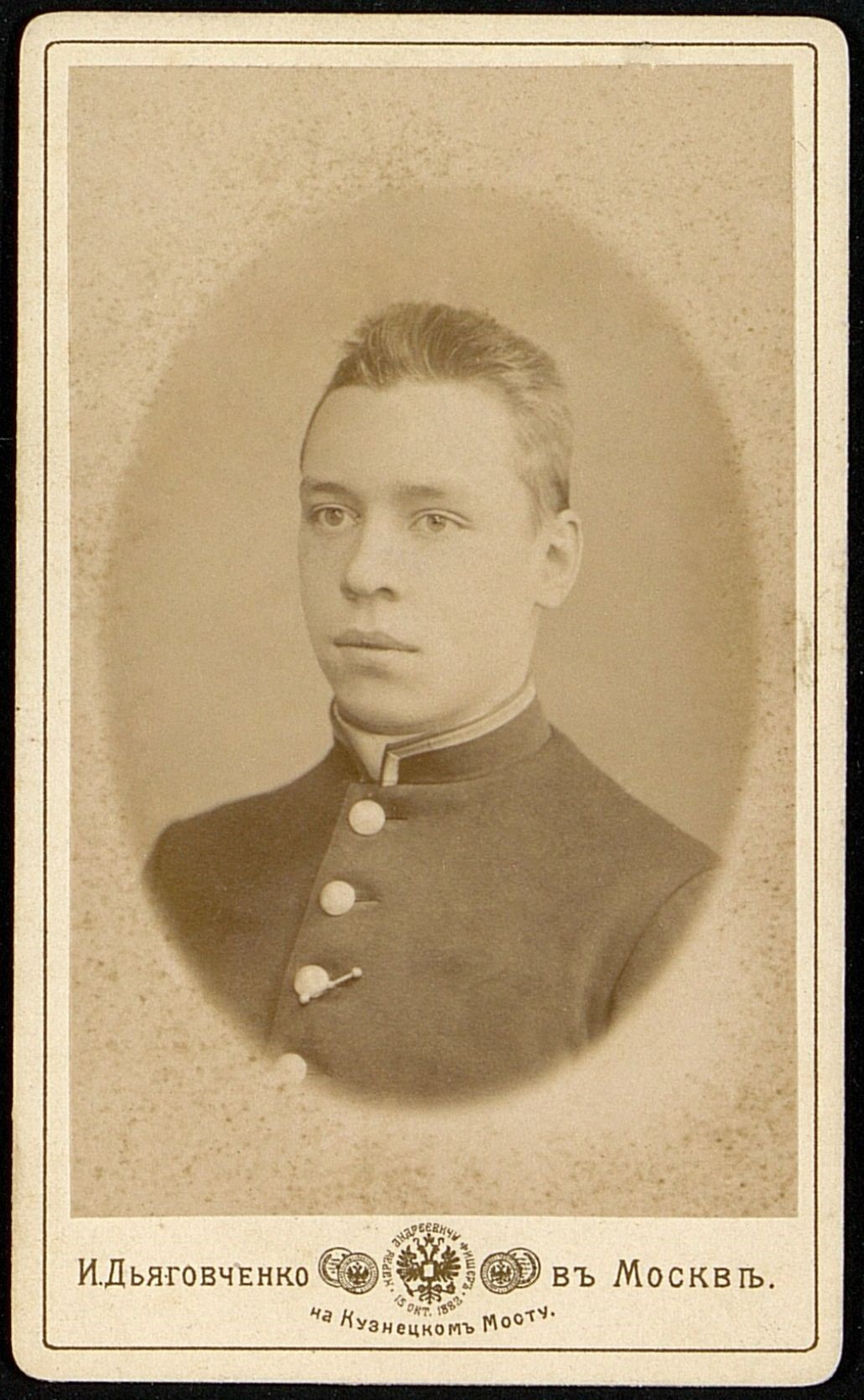
Николай Каринский, гимназист

### Происхождение, образование
Родился в семье московского чиновника, надворного советника Сергея Ивановича Каринского (1839—1901), старшего брата известного российского философа и логика М. И. Каринского. Мать — Вера Семёновна Каринская (урожд. Грузова) (1843—1904), дочь протоиерея Симеона Васильевича Грузова, священника московской церкви Божией Матери Казанской в Сущёве. Потомственный дворянин Московской губернии.
Братья и сестры — Иван Сергеевич Каринский (1869—1886), Семён Сергеевич Каринский (1872—1922), Вера Сергеевна Каринская (Игнатова)(1875—?), Сергей Сергеевич Каринский (1877—1942), Антонина Сергеевна Каринская (Игнатова) (1878—16.03.1968, в Москве, похоронена на Пятницком кладбище).
Николай Каринский был принят 18 августа 1883 года в Первый Московский кадетский корпус на стипендию московского Опекунского совета. Продолжил учебу во 2-й Московской гимназии, полный курс которой и VIII класс окончил в июне 1893 года, получив аттестат зрелости.

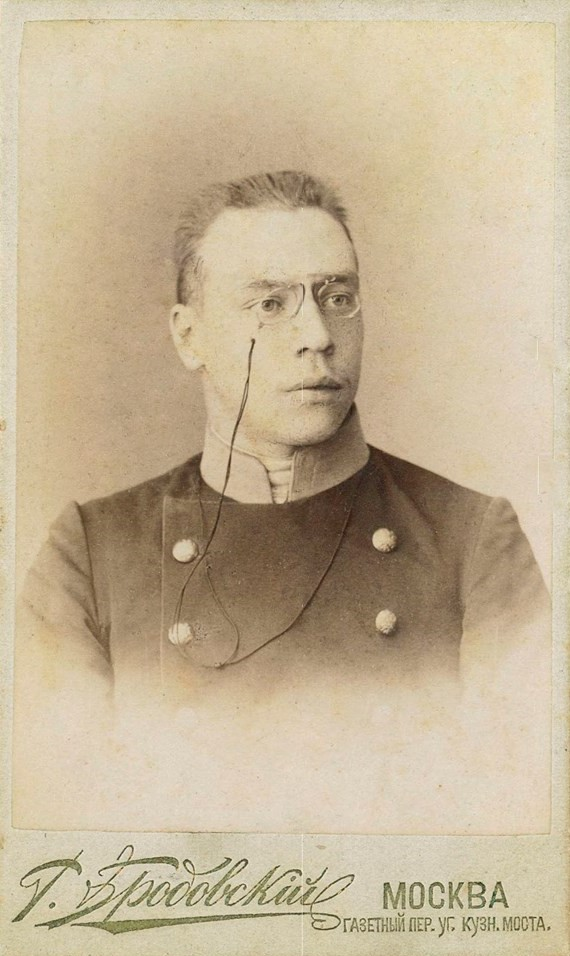
Николай Каринский, студент

В июне 1893 года поступил и в апреле 1897 года окончил полный курс юридического факультета Московского университета.
Будучи студентом, работал в статистическом отделении Московской Городской Управы под руководством В. Н. Григорьева, временно заменяя Т. И. Полнера. Организовал издание литературного сборника под редакцией В. А. Гольцева, в котором приняли участие К. М. Станюкович, В. И. Немирович-Данченко, Е. Н. Чириков, В. Н. Ладыженский и другие. Вырученные средства поступили в фонд Общества для пособия нуждающимся студентам Императорского Московского Университета.
С июня 1897 года проходил службу во Владимирской Губернской Земской Управе по отделу статистики в должности помощника заведующего отделом П. И. Неволина.
В марте 1898 года подал прошение и был допущен к испытанию в юридической комиссии Московского университета. После успешной сдачи в апреле—мае 1898 года выпускных экзаменов (по римскому, гражданскому, уголовному и международному праву — весьма удовлетворительно, по гражданскому и уголовному процессам — весьма удовлетворительно, по торговому праву и процессу — весьма удовлетворительно, по церковному, полицейскому и финансовому праву — удовлетворительно, письменный ответ по римскому праву — удовлетворительно) он был удостоен 30 мая 1898 года университетского диплома первой степени.

### Карьера юриста
По окончании университета, 4 сентября 1898 года был зачислен помощником присяжного поверенного округа Московской Судебной палаты с местожительством в г. Владимире.
24 января 1901 года, согласно поданному прошению, переведен помощником присяжного поверенного в округ Харьковской Судебной палаты с местожительством в г. Орле.
31 октября 1903 года Н. С. Каринскому было присвоено звание присяжного поверенного.
9 декабря 1907 года был избран членом Совета присяжных поверенных округа Харьковской Судебной палаты с местожительством в г. Харькове и оставался одним из 9 членов Совета до ноября 1916 года.
9 ноября 1916 года принят в сословие присяжных поверенных округа Московской Судебной палаты.
После Февральской революции 1917 года – Комиссар московского Градоначальства (совместно с П.П. Лидовым), затем Прокурор Петроградской Судебной Палаты. Во время июльского восстания большевиков ездил со своим помощником Бессарабовым по казармам Преображенского и других полков Петроградского гарнизона, убеждая их выступить против большевиков и демонстрируя подлинные документы о том, что большевистские агенты подкуплены германским правительством. Благодаря этому полки склонились на сторону Временного правительства и опасность их выступления на стороне большевиков была снята.
Назначенный старшим председателем той же палаты, вышел в отставку.
После октябрьской революции перебрался в Крым, где был по назначению Крымского Краевого правительства Прокурором, учреждённым этим правительством Суда.

### Жизнь в эмиграции

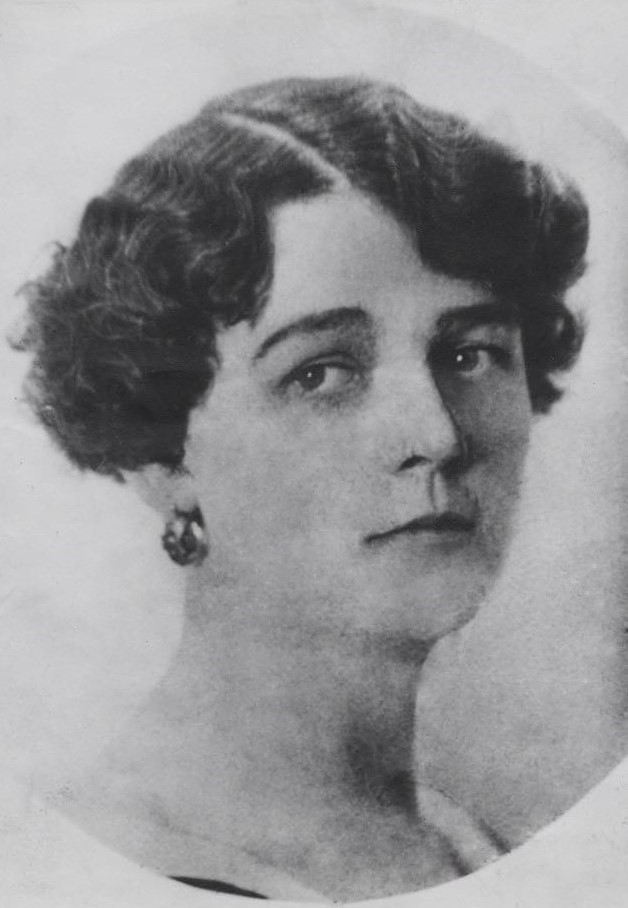
Варвара Каринская (Моисеенко), 1916—1919 гг.

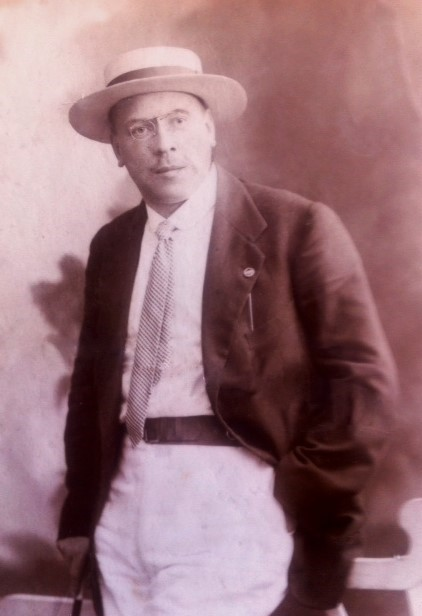
Н. С. Каринский, присяжный поверенный, Харьков, 1915 год

## Библиография

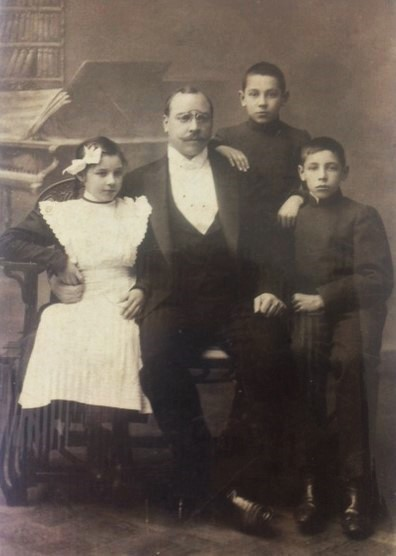
Н. С. Каринский с детьми: Татьяной, Львом и Евгением, 1907 год

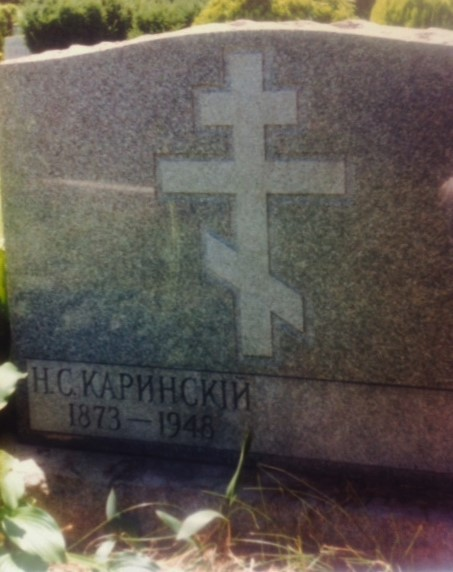
Могила Н. С. Каринского